# 11793 Chujkovia
A 11793 Chujkovia (ideiglenes jelöléssel 1978 TH7) a Naprendszer kisbolygóövében található aszteroida. Ljudmila Vasziljevna Zsuravljova fedezte fel 1978. október 2-án.